# Kombissiri
Kombissiri é uma cidade localizada na província de Bázega em Burkina Faso, sendo a capital de sua província.